# Siokapesi Palu
Pour les articles homonymes, voir Palu.
Pas d'image ? Cliquez ici

a Compétitions nationales et continentales officielles uniquement.

b Matchs officiels uniquement.
Dernière mise à jour le 16 avril 2025.
Siokapesi Palu, née le 15 octobre 1996 à Lower Hutt (Nouvelle-Zélande), est une joueuse internationale australienne de rugby à XV évoluant aux postes de centre ou de troisième ligne aile. Elle joue aux Brumbies.

## Biographie
Siokapesi Palu naît le 15 octobre 1996 à Lower Hutt, près de Wellington en Nouvelle-Zélande, de parents tongien et samoan. Elle ne commence la pratique du rugby à XV qu'en 2020, à l'âge de 24 ans avec le club des Uni-Norths Owls (en). Elle est d'emblée sélectionnée avec les Brumbies.
Elle obtient sa première cape avec l'Australie au mois d'août 2022 contre la Nouvelle-Zélande, son pays de naissance. En septembre 2022, elle n'a qu'une seule sélection en équipe d'Australie quand elle est retenue pour disputer la Coupe du monde en Nouvelle-Zélande.
En 2023, elle devient capitaine des Brumbies. Elle est sélectionnée pour la Pacific Four Series dont elle dispute la troisième rencontre. Puis vient le WXV où elle est repositionnée en troisième ligne aile. Titularisée à trois reprises, elle reçoit un carton rouge lors du dernier match contre le pays de Galles et est suspendue trois semaines.
En 2024, elle demande à l'encadrement des Brumbies de la maintenir en troisième ligne pour s'y perfectionner. Joanne Yapp la sélectionne pour la Pacific Four Series, où elle est titularisée trois fois comme troisième ligne aile. Au mois de septembre, contre l'Irlande, elle hérite même du capitanat. Elle reste titulaire durant tout le WXV 2, remporté par les Wallaroos. À la fin de la saison, elle est élue meilleure joueuse du Super Rugby Women's 2024.

## Palmarès

### En équipe nationale
- Vainqueur du WXV 2 en 2024.

### Distinctions personnelles
- Élue Meilleure joueuse du Super Rugby Women's en 2024.